# シャンゴンゴ空港
シャンゴンゴ空港（英語：Xangongo Airport）は、アンゴラのシャンゴンゴに存在する空港である。
空港は、アンゴラ内戦の際に、アパルトヘイトを行った南アフリカ共和国に反対する最後の運動の間の空軍前線基地として、1988年にキューバ（MPLA）が設立した。